# Moreton Corbet
Moreton Corbet est un village du Shropshire, en Angleterre.